# Max Frisch
Max Frisch va néixer el 15 de maig de 1911 a Zúric i va morir el 4 d'abril de 1991. Fou un escriptor suís en llengua alemanya.

## Biografia
Max Rudolf Frisch va néixer el 15 de maig de 1911 a Zúric. El seu pare, Franz Bruno Frisch, era aleshores arquitecte i la seva mare Karolina Bettina Frisch, filla d'un artista, era mestressa de casa. El seu germà Franz Bruno tenia aleshores vuit anys i la seva germanastra Emma Elisabeth, del primer matrimoni del seu pare, en tenia dotze. El 1930, va començar a estudiar alemany a la Universitat de Zúric, però va haver d'abandonar-los per motius econòmics després de la mort del seu pare el 1933. Després va treballar com a corresponsal del diari Neue Zürcher Zeitung. Entre 1934 i 1936, va fer diversos viatges per l'est i el sud-est d'Europa i va visitar Alemanya per primera vegada el 1935. El seu primer llibre, Jürg Reinhart: Eine sommerliche Schicksalsfahrt es va publicar el 1934.
Del 1936 al 1941 va estudiar arquitectura a l'Institut Federal Suís de Tecnologia de Zuric (ETHZ). Al començament de la Segona Guerra Mundial, va esdevenir artiller de l'exèrcit suís i va romandre en servei fins a 1945 durant un total de 650 dies.
El seu primer projecte arquitectònic es va materialitzar l'any 1942, quan va guanyar el concurs per a la construcció d'una piscina pública situada al centre de Zúric, la Letzigraben, avui rebatejada Max-Frisch-Bad. Després va obrir el seu propi despatx d'arquitecte. La piscina, construïda finalment l'any 1949, és l'única construcció de dimensions que encara existeix realitzada per Max Frisch i avui té la condició de monument històric. El mateix any, Frisch es va casar amb Gertrud Constanze von Meyenburg i va tenir dues filles i un fill amb ella: Úrsula el 1943, Charlotte el 1949 i Hans Peter el 1944.

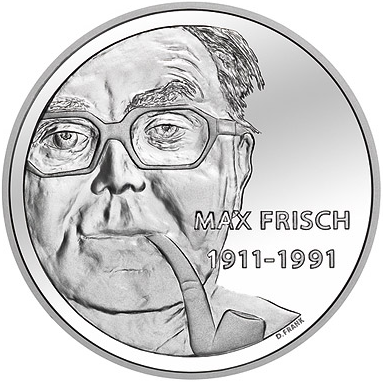
Moneda commemorativa en memòria de Max Frisch.

L'any 1947 a Zúric, va conèixer Bertolt Brecht i Friedrich Dürrenmatt que van influir en la seva producció literària. El 1951, va rebre una beca de la Fundació Rockefeller i va passar un any als Estats Units. El 1954 es va separar de la seva família.
En la dècada de 1950, Frisch abandona la seva activitat d'arquitecte per dedicar-se totalment a l'escriptura. De 1958 a 1963, Max Frisch va tenir una aventura amb la poetessa Ingeborg Bachmann. Es va divorciar el 1959 i es va traslladar el 1960 a Roma on va viure fins al 1965, primer amb Ingeborg Bachmann. El 1962, llavors amb 51 anys, va conèixer a Marianne Oellers, una estudiant de 23 anys amb qui va viure i es va casar el 1968. Aquest segon matrimoni durarà fins al 1979. Durant una estada als Estats Units l'any 1974, va conèixer la nord-americana Alice Locke-Carey. Descriu en un relat molt autobiogràfic anomenat Montauk un cap de setmana passat amb ella en aquest lloc situat a l'extrem oriental de Long Island. Va tornar a conèixer l'Alice el 1980 i van viure junts fins al 1984.
Com a part de l'escàndol d'arxius de 1990, va saber que havia estat espiat per les autoritats suïsses juntament amb molts altres ciutadans del país.
El 4 d'abril de 1991, Max Frisch mor de càncer al seu apartament de Zuric.
Max Frisch és ciutadà honorari de la ciutat de muntanya de Berzona, a la vall d'Onsernone al Ticino, on va treballar durant molts anys. Havia comprat i reformat una casa l'any 1964 en aquest poble. A la paret del cementiri local, una placa commemorativa l'honra.
L'Arxiu Max Frisch és administrat pel Max-Frisch-Archiv situat a l'Institut Federal Suís de Tecnologia de Zuric (ETHZ). Aquests arxius són finançats amb una subvenció de 165.000 francs suïssos concedida l'any 1979 per iniciativa del mateix Max Frisch durant la seva vida.
Inspirada en Brecht i l'existencialisme, la seva obra, que abraça diverses tècniques, entre les quals la del diari, utilitza sovint la ironia, el burlesc o el registre tragicòmic i inclou elements autobiogràfics. Les seves obres de teatre i novel·les tracten certs temes clau, vinculats a la crisi íntima i funcional de les societats modernes: el conflicte entre la identitat personal, comunitària i social, la qüestió del doble i l'alteritat, la influència de l'atzar i el destí, la deambulació geogràfica i existencial, el paper de la natura i el mite, la relació imperfecta entre els sexes, la vida fallida o fins i tot, la confiança i traïció.

## Obres

### Novel·les
- 1937. Antwort aus der Stille
- 1954. Stiller (No sóc Stiller, Barcelona : Proa, 1990; trad. Carme Gala)
- 1957. Homo Faber (Homo Faber : Un relat, Barcelona : Edicions 62, 1994; trad. Judith Vilar)

- 1964. Mein Name sei Gantenbein, reeditat com a Gantenbein

- 1971. Wilhelm Tell für die Schule (Guillem Tell : una història exemplar, Barcelona: Laia, 1974, 1980; trad. Jaume Tió)

- 1974. Dienstbüchlein

- 1975. Montauk
- 1979. Der Mensch erscheint im Holozän
- 1982. Blaubart (Barbablava, Barcelona : Edicions del Mall, 1986; trad. Carme Serrats)

### Teatre
- 1945. Nun singen sie wieder
- 1947. Santa Cruz
- 1947. Die Chinesische Mauer
- 1949. Als der Krieg zu Ende war
- 1951. Graf Öderland
- 1953. Biedermann und die Brandstifter (Els incendiaris, Mallorca : Moll, 1998; trad. i adapt. Ignasi Bonnín)
- 1953. Don Juan oder Die Liebe zur Geometrie
- 1961. Andorra (Andorra la Vella : Editorial Andorra, 2009; trad. Xavier Torruella)
- 1967. Biografie
- 1989. Jonas und sein Veteran

## Premis i reconeixements
- Va guanyar el Premi de la Pau del Comerç Llibreter Alemany.